# Battaglia di Loudoun Hill
La battaglia di Glen Trool venne combattuta il 10 maggio 1307, tra le forze scozzesi guidate da re Roberto I di Scozia e quelle inglese comandate da Aymer de Valence, II conte di Pembroke. Essa ebbe luogo presso Loudoun Hill, nell'Ayrshire, e si concluse con la vittoria di re Roberto di Scozia. Fu la principale vittoria militare degli scozzesi nel corso delle guerre d'indipendenza. Il campo di battaglia è attualmente protetto come sito storico. La battaglia viene presentata anche nel film storico Outlaw King del 2018.

## Antefatto
Re Roberto I e Valence si erano combattuti inizialmente l'anno precedente nella battaglia di Methven presso Perth dove l'attacco improvviso delle forze inglesi aveva fatto fuggire il re coi suoi uomini verso mete sicure.
Per qualche tempo la corte trovò rifugio al castello di Dunaverty, ma i nemici lo scoprirono e per questo Roberto I dovette trovare rifugio sull'isola di Rathlin presso la costa dell'Ulster o, secondo altre fonti, nelle Isole Orcadi.
Nel febbraio del 1307 re Roberto attraversò l'isola di Arran nel Firth of Clyde per raggiungere la città di Carrick, nell'Ayrshire, sbarcando presso Turnberry dove sapeva che la popolazione locale lo avrebbe appoggiato, malgrado la forte presenza degli inglesi nell'area. Attaccò quindi la cittadina di Turnberry infliggendo non poche perdite ai suoi nemici. Nel contempo sbarcarono anche i suoi fratelli Thomas e Alexander a Galloway ma il loro esercito venne distrutto da Dungal MacDouall e i due vennero tenuti prigionieri a Carlisle ove vennero poi giustiziati per ordine di Edoardo I d'Inghilterra.
Re Roberto I, dopo la lezione di Methven, sfruttò questa volta il terreno a proprio favore e attese gli inglesi in una stretta gola ove aveva deciso di attaccarli.

## Loudoun Hill

Mappa della battaglia di Loudoun Hill

Re Roberto ebbe il proprio primo successo a Glen Trool, dove aspettò le forze inglesi e le attaccò con pietre e frecce facendoli allontanare con pesanti perdite. Nei primi giorni del mese di maggio, il suo esercito si rifornì di nuove scorte e nuovi uomini e si scontrò nuovamente con l'armata di Aymer de Valence il 10 maggio nella piana a sud di Loudoun Hill.
Roberto I fece perlustrare accuratamente l'area prima dello scontro per i necessari preparativi. John Barbour descrisse le sue azioni in una cronaca poetica:
Come indicato dal poeta Barbour, re Roberto fece scavare tre trincee per difendere la posizione dei suoi uomini. L'unico punto da cui Valence avrebbe potuto avvicinarsi era dunque da una striscia di terra che si elevava dalla palude che sorgeva in loco, uno spazio dunque ristretto che gli diede il giusto vantaggio per vincere i suoi nemici che pure erano in numero molto maggiore rispetto a lui. Valence venne costretto ad attaccare da una posizione così infelice, trovandosi ancora una volta di fronte ad una strategia che gli scozzesi avevano usato diverse volte e che gli inglesi avevano sempre mal gestito.
Una carica frontale dei cavalieri inglesi venne bloccata dai picchieri della milizia scozzese che li sterminarono. In molti perirono nello scontro e Aymer de Valence tentò di fuggire e riuscì a raggiungere il castello di Bothwell.
Tre giorni dopo la battaglia di Loudoun Hill, re Roberto di Scozia sconfisse un'altra armata inglese al comando del conte di Gloucester.